# Micronycteris schmidtorum
Micronycteris schmidtorum es una especie de murciélago de la familia Phyllostomidae.

## Distribución geográfica
Se encuentra en América Central y Sudamérica